# 上海音楽学院の人物一覧
上海音楽学院の人物一覧は、上海音楽学院に関係する人物の一覧記事。

## 著名な教職員

### 器楽奏者
- 許可 (二胡奏者)
- 丁善徳
- 藤井眞吾

### 作曲家
- 何占豪
- 賀緑汀
- 黄自
- 齋藤英美
- 朱践耳
- 蕭友梅

### その他
- 易熹
- 蔡元培
- 谷村新司

## 卒業生

### 器楽演奏家
- ジャン・ワン
- チェン・ミン
- 牛牛

### 声楽家
- シェン・ヤン

### 作曲家
- 何占豪
- 賀緑汀
- 顧冠仁
- 陳鋼
- 陳培勳
- 繆森
- 李煥之